# Calliostoma maui
Calliostoma maui is een slakkensoort uit de familie van de Calliostomatidae. De wetenschappelijke naam van de soort is voor het eerst geldig gepubliceerd in 1995 door Marshall.